# Les Roches du Diable (Miniac-sous-Bécherel)
Les Roches du Diable (deutsch „Teufelssteine“) sind zwei Menhire in einem Wald südöstlich von Miniac-sous-Bécherel im Westen des Département Ille-et-Vilaine in der Bretagne in Frankreich. Die Steine wurden 1960 als Monument historique klassifiziert.
Les Roches du Diable sind ein aufrecht stehender und ein liegender großer Menhir. Sie sind Teil einer unterbrochenen Steinreihe von etwa 50 Blöcken, von denen einige mehr als einen Meter hoch sind. Die Steine sind aus Dolerit, einem schwarzen vulkanischen Gestein in der Nähe des Basalts, das im Norden der Bretagne vorkommt und von den neolithischen Menschen oft verwendet wurde, um geschliffene Äxte herzustellen. Der stehende Menhir hat eine Höhe von 3,6 m und der liegende hat eine Länge von 4,5 m.